# Paul Dewar
Pour les articles homonymes, voir Dewar.
Paul Wilson Dewar, né le 25 janvier 1963 à Ottawa (Ontario) et mort le Modèle:ADte de décès dans la même ville, est un enseignant et homme politique canadien, député néo-démocrate de la circonscription d'Ottawa-Centre à la Chambre des communes du Canada de 2006 à 2015.

## Biographie
Paul Dewar est le fils de Marion Dewar, ancienne mairesse d'Ottawa et ancienne députée fédérale néo-démocrate.
Paul Dewar a un baccalauréat en éducation de l'université Queen's et un B.A. de l'université Carleton en science politique et en économie.  Il est enseignant depuis 1997. Il a enseigné aux écoles D. Roy Kennedy et Hopewell. Il remporte le prix A. Lorne Cassidy pour son travail avec les enfants ayant des besoins spéciaux. Il a également été vice-président de la Fédération des enseignants des écoles élémentaires de la région d’Ottawa Carleton et aide à établir son fonds humanitaire, qui fait des dons aux projets dans des pays en voie de développement.

### Carrière politique
Paul Dewar avait déjà tenté sa chance pour la nomination du NPD fédéral dans Ottawa-Centre en 2004, perdant aux mains d'Ed Broadbent. Dewar devient alors bénévole pour la campagne électorale de Broadbent, jouant un rôle dans l'organisation de l'effort néo-démocrate le jour du scrutin.
Paul Dewar remporte la nomination du Nouveau Parti démocratique dans Ottawa-Centre le 22 juin 2005. La circonscription d'Ottawa-Centre avait été détenue par Ed Broadbent qui renonçait à tenter sa réélection pour prendre soin de son épouse malade. Dewar défait le candidat de 1997 dans Ottawa-Centre Jamey Heath, l'avocate Tiffani Murray et la chroniqueuse de l'Ottawa Citizen Shannon Lee Mannion pour la nomination sur le premier tour de vote.
Dans le passé, la fédération des enseignants d'Ottawa a appuyé des candidats ou des listes de candidats ; toutefois, Paul Dewar est le seul candidat qu'elle a appuyé en 2006. Il refusa une contribution de son bureau provincial, préférant dépendre des dons locaux des individus.

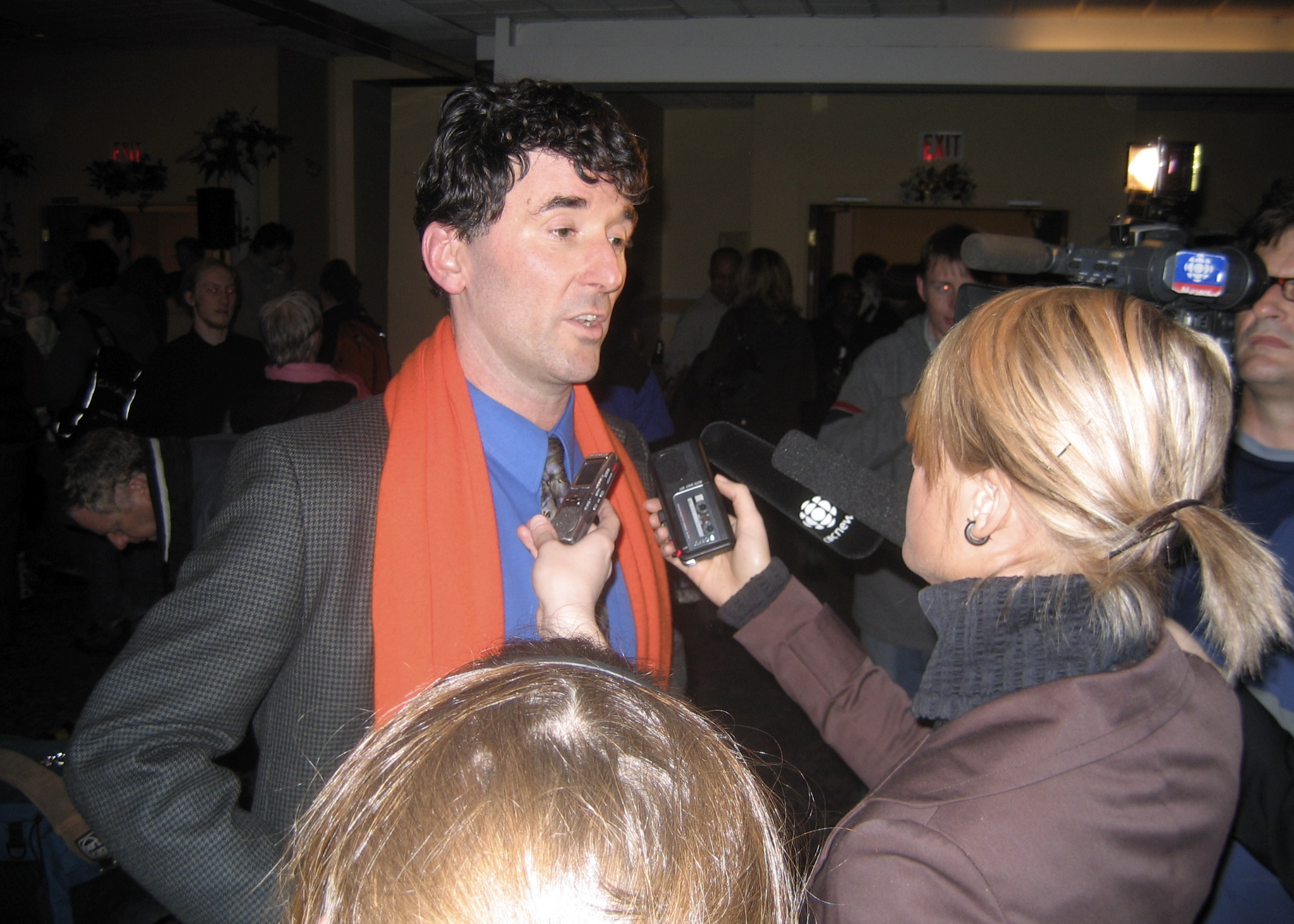
Paul Dewar s'adressant aux journalistes après sa victoire en 2006.

Lors de l'élection fédérale canadienne du 23 janvier 2006, Paul Dewar défait le candidat du Parti libéral, l'avocat Richard Mahoney, par plus de 5 000 voix dans Ottawa-Centre, une circonscription urbaine en Ontario. Il a été réélu lors de l'élection du 14 octobre 2008 et de celle du 2 mai 2011.
Le 26 mai 2011, il est nommé porte-parole de l'opposition officielle en matière d'affaires étrangères.

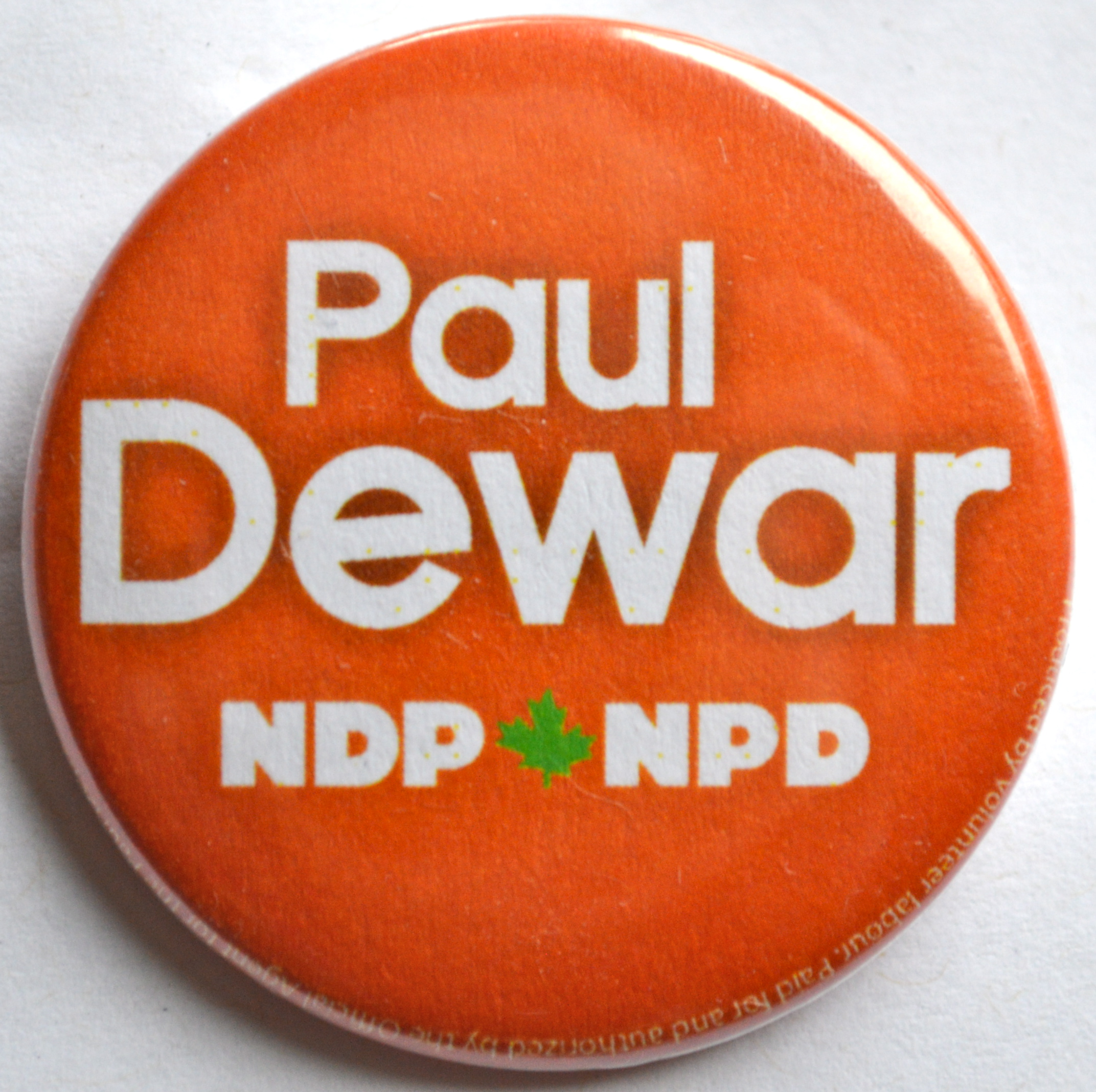
Macaron de la campagne de Paul Dewar à la direction du NPD en 2012.

Le 2 octobre 2011, il annonce sa candidature pour l'élection à la direction du Nouveau Parti démocratique de 2012. Lors du premier tour de vote à cette élection, il obtient 7,5 % des votes, ce qui le classe cinquième sur sept candidats. Il retire alors sa candidature, sans faire de recommandation à ses partisans pour les tours suivants.
Il figure à la liste des personnalités interdites de séjour en Russie dans le cadre de la crise ukrainienne, depuis le 24 mars 2014.
Lors de l'élection fédérale canadienne de 2015, il est défait comme député d'Ottawa-Centre par la candidate du Parti libéral, Catherine McKenna.

### Mort
Paul Dewar meurt des suites d'un cancer du cerveau le 6 février 2019 à l'âge de 56 ans.

### Famille
Paul Dewar a épousé Julia Sneyd et a deux enfants.